# Iglesia de Saguara
La iglesia de Saguara es un templo católico ubicado en Saguara, comuna de Camarones, Región de Arica y Parinacota, Chile. Construida en el siglo xviii, fue declarada monumento nacional de Chile, en la categoría de monumento histórico, mediante el Decreto Exento n.º 3365, del 5 de noviembre de 2008.

## Descripción
Se encuentra ubicada en una meseta sobre el denominado sitio arqueológico de Saguara, al otro frente de la quebrada con respecto al poblado de Saguara. Cuenta con una nave central construida con muros de piedra y con techo a dos aguas con cubierta de paja, totora y barro, rodeada de pircas que definen el atrio.
El vano de la puerta está fabricado en piedra, y forma un arco de medio punto. En su interior se encuentra un retablo construido en piedra y barro blanqueado, adosado a la pared posterior de la iglesia, de tres mesas y tres calles.